# تقانة اليونان القديمة

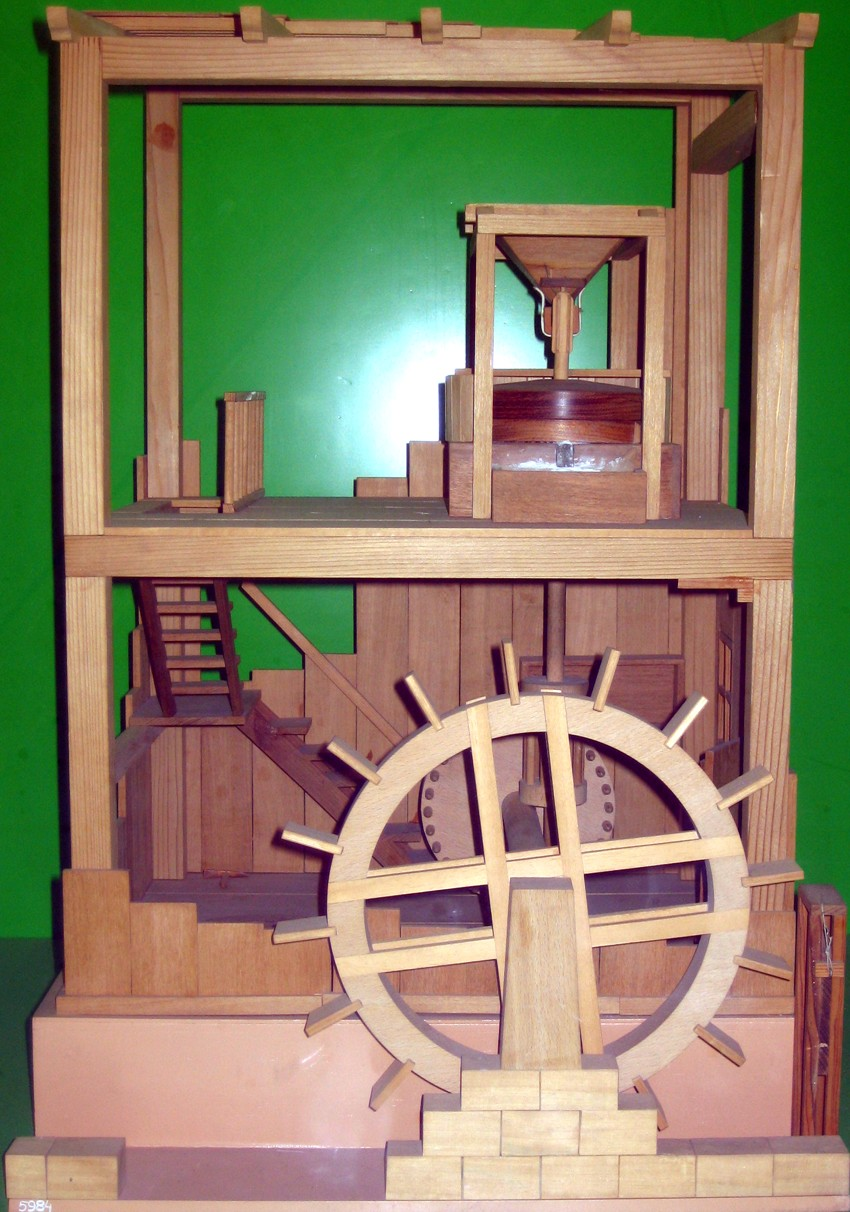
الطاحونة المائية، أول ألة تسخر قوى الطبيعة (بغض النظر عن الشراع) ولذلك احتلت مكانة خاصة في تاريخ التكنولوجيا. اخترعها المهندسون اليونانيون في الفترة ما بين القرن الثالث والقرن الأول قبل الميلاد.

ظهرت تكنولوجيا اليونان القديمة خلال القرن الخامس قبل الميلاد واستمرت حتى الحقبة الرومانية وما بعدها. شملت الاختراعات التي تُنسب للإغريق القدامى الترس والبرغي والطواحين الدوارة وبرغي الضغط وأساليب صب البرونز والساعة المائية والأرغن المائي ومنجنيق الالتواء، واستخدام البخار لتشغيل بعض الألات التجريبية والألعاب، والجدول لإيجاد الأعداد الأولية.
ظهرت العديد من هذه الاختراعات في فترة متأخرة من الحقبة اليونانية، ودائما ما كانت تُستلهم بدافع الحاجة إلى تطوير الأسلحة والخطط في الحرب. ظهرت الاستخدامات السلمية برغم ذلك في التطوير المبكر للطاحونة المائية التي استغلها الرومان على نطاق واسع. طور اليونانيون أيضا علم المساحة والرياضيات إلى مرحلة متقدمة، ونُشرت العديد من تقدماتهم التقنية بواسطة فلاسفة مثل أرشميدس وهيرو.

## تكنولوجيا المياه
اشتملت بعض المجالات التي تم تضمينها في مجال الموارد المائية (للاستخدام الحضاري بشكل رئيسي) على استغلال المياه الجوفية وبناء القنوات المائية لامدادات المياه، وأنظمة مياه الأمطار ومياه الصرف الصحي والوقاية من الفيضانات والجفاف، وبناء النافورات والمرافق الصحية، وحتى الاستخدامات الترفيهية للمياه.

## التعدين
كشف الإغريق عن مناجم فضة واسعة في لافريو، ساعدت أرباحها على تنمية أثينا وجعلها دولة مدينة (مستقلة بذاتها). اشتملت المناجم على عملية البحث عن الخام تحت الأرض ثم غسله وصهره لإنتاج المعدن. مازالت جداول الغسيل المفصلة موجودة، واستخدمت في عملية الغسيل مياه الأمطار المخزنة في الخزانات الأرضية والمجمعة خلال شهور الشتاء. ساعد التعدين أيضا على إنتاج عملة متداولة بتحويل المعدن إلى عملة معدنية.

## فشل التطور التكنولوجي
نًسب أحيانا فشل الإغريق في تطوير تكنولوجيتهم إلى الوضع المتدني في توفير العمل. أُزدري العمل اليدوي وكان أي شخص يقوم بتطبيق العلم عليه يعرض نفسه لفقدان منزلته في المجتمع، مما أزال الكثير من الحوافز للسعي وراء الابتكار التكنولوجي. أُنشئ نفق متطور لقناة مائية في القرن السادس قبل الميلاد بواسطة المهندس إيبالينوس في ساموس، أدى إلى إعادة تقييم مهارات الإغريق.
القرن الخامس قبل الميلاد
| تكنولوجيا                  | التاريخ                        | الوصف | الصورة التوضيحية |
| -------------------------- | ------------------------------ | --- | --- |
| برغي أرشميدس               | القرن الثالث ق م               | يستطيع هذا الجهاز أن يرفع المواد الصلبة والسائلة من مستوى منخفض الارتفاع إلى مستوى أعلى، ويُنسب إلى عالم الرياضيات الإغريقي أرشميدس من سرقوسة. | |
| الشوارع                    | 400 قبل الميلاد                | مثال: كان بورتا روسا (القرن الرابع-القرن الثالث قبل الميلاد) الشارع الرئيسي لمدينة إيليا (إيطاليا) ويربط الحي الشمالي بالحي الجنوبي. بلغ عرض الشارع 5 متر عند أعلى نقطة فيه، وانحدر بمقدار 18%. رُصف الشارع بكتل مربعة من الحجر الجيري وتواجدت على أحد جانبيه قناة لتصريف مياه الأمطار. تم تأريخ الشارع أثناء وقت إعاددة تنظيم المدينة خلال العصر الهلنستي (القرن الرابع إلى القرن الثالث قبل الميلاد). | |
| علم الخرائط                | 600 قبل الميلاد                | كان أناكسيماندر أول من قام بدمج الخرائط الجغرافية على نطاق واسع، ومن المحتمل أنه قد صنع خريطة العالم البابلية. | |
| طريق محفور ‏                | 600 قبل الميلاد                | يمثل طريق دايلكوس البالغ طوله من 6 إلى 8 كم، صورة بدائية لطريق السكك الحديدية. | |
| التروس التفاضلية           | 100-70 قبل الميلاد             | استخدم ميكانيزم أنتيكيثيرا من حطام سفينة أنتيكيثيرا ‏ من الحقبة الرومانية، ترس تفاضلي لتحديد الزاوية بين مسارات الشمس والقمر لتحديد طور القمر. | |
| القدمة ذات الورنية         | القرن السادس قبل الميلاد       | وُجد مثال بدائي لها في جزيرة جيجليو بالقرب من الساحل الإيطالي. تكونت القطعة الخشبية من فكين أحدهما ثابت والأخر متحرك. | |
| سقف جَمَلُون                  | 550 قبل الميلاد.               | انظر قائمة السقوف الإغريقية والرومانية القديمة. | |
| رافعة                      | 515 قبل الميلاد                | جهاز موفر للعمالة، سمح بتوظيف فرق عمل صغيرة وفعالة في مواقع البناء. استُخدمت الأوناش لاحقا للأوزان الثقيلة. | |
| ميزان الساعة               | القرن الثالث قبل الميلاد       | وصفه المهندس الإغريقي فيلو البيزنطي (القرن الثالث قبل الميلاد) في بحثه التقني علم الخصائص الميكانيكية (الفصل رقم 31) كجزء من حامل غسيل ألي من أجل غسل أيدي الضيوف. قال فيلو أن "تصميمه مشابه للساعات" مشيرا إلى أن ميكانيزمات ميزان الساعة استُخدمت بالفعل في الساعات المائية القديمة. | |
| قفل الريشة                 | القرن الخامس قبل الميلاد       | ظهر قفل الريشة مثل أنواع أخرى من الأقفال في اليونان في القرن الخامس قبل الميلاد. | |
| التروس                     | القرن الخامس قبل الميلاد       | تطور حتى بشكل كبير في عصور ما قبل التاريخ للعديد من الأغراض العملية. | |
| السباكة                    | القرن الخامس قبل الميلاد       | بالرغم من وجود دليل على الصرف الصحي لحضارة وادي السند ‏، إلا أن الحضارة اليونانية القديمة في كريت والمعروفة بالحضارة المينوسية، كانت أول حضارة تستخدم أنابيب طينية تحت الأرض بغرض الصرف الصحي وإمدادات المياه. أظهر التنقيب في أوليمبوس وأثينا عن أنظمة سباكة واسعة للحمامات والنوافير والاستخدام الشخصي.                                                                                               | |
| درج حلزوني                 | 480-470 قبل الميلاد            | ظهر أول درج حلزوني في معبد ايه في سيلينوس في صقلية على جانبي غرفة المعبد الداخلية. أُنشئ المعبد تقريبا بين 480-470 قبل الميلاد. | Plan of ground floor of Temple A at سيلينوس (c. 480 BC). The remains of the two spiral stairs between the pronao and the cella are the oldest known to date. |
| التخطيط العمراني           | القرن الخامس قبل الميلاد       | تُعد ميليتس واحدة من أوائل المدن في العالم التي احتوت على تقسيم شبكي شبيه بالتخطيط للأماكن السكنية والأماكن العامة. ظهر ذلك نتيجة مجموعة من الاختراعات المتعلقة بالأراضي مثل مسح الأراضي. | |
| ونش                        | القرن الخامس قبل الميلاد       | يُمكن إيجاد أول إشارة أدبية للأوناش في كتاب هيرودوت عن الحروب الفارسية اليونانية (الأحداث التاريخية 7.36)، حيث وصف كيف استُخدمت الأوناش الخشبية لربط كابلات الجسر العائم خلال هيلاسبوت (الدردنيل حاليا) في عام 480 قبل الميلاد. ربما استُخدمت الأوناش في وقت أبكر من ذلك في آشور. بحلول القرن الرابع قبل الميلاد، اعتبر أرسطو رافعات الأوناش والبكرات شائعة للاستخدام المعماري.                           | |
| دش                         | القرن الرابع ق م.              | رُسمت غرفة استحمام بنظام سباكة للنساء الرياضيين على مزهرية أثينية. وُجدت أيضا حمامات استحمام أكثر تعقيداُ في قاعة الألعاب الرياضية في بيرجامون في القرن الثاني قبل الميلاد. | |
| التدفئة المركزية           | 350 ق م.                       | تمت تدفئة معبد إفيسيس الكبير بواسطة هواء مسخن يمر في أنابيب مداخن موضوعة في الأرض. | |
| غطاء الرصاص                | 350 ق م                        | لحماية هيكل السفينة من المخلوقات الثاقبة. انظر سفينة كيرينيا. | |
| أسطرلاب                    | 300 ق م                        | استُخدم لأول مرة في عام 200 قبل الميلاد تقريبا بواسطة الفلكيون في اليونان، لتحديد ارتفاع الأجسام في السماء. | |
| هويس القناة                | بداية القرن الثالث قبل الميلاد | بُنيت في قناة السويس القديمة في عهد بطليموس الثاني (283-246 ق م). | |
| قناة السويس القديمة        | بداية القرن الثالث قبل الميلاد | افتتحها المهندسون الإغريق في عهد بطليموس الثاني (283-246 ق م) بعد محاولات سابقة نجحت نجاحا جزئياً. | |
| منارة                      | القرن الثالث قبل الميلاد       | طبقاً لأسطورة هوميروس فإن القلاع العسكرية في نافبيلو اخترعت أول منارة، ومع ذلك فإنهم بكل تأكيد موثقين مع فنار الأسكندرية (صُممت وبُنيت بواسطة سوستراتوس) وعملاق رودس. على الرغم من ذلك فلقد صمم ثميستوكليس منارة في ميناء بيرايوس المتصل بأثينا في القرن الخامس قبل الميلاد، وكانت عبارة عن عمود حجري به شعلة نارية.                                                                                      | |
| ساقية                      | القرن الثالث قبل الميلاد       | وُصفت لأول مرة بواسطة فيلو البيزنطي (280-220 ق م). | |
| منبه                       | القرن الثالث قبل الميلاد       | زود المهندس الهلنستي والمخترع ستيسيبيوس (285-222 ق م) ساعته المائية بقرص ومؤشر لعرض الوقت، وأضاف أنظمة تنبيه مفصلة يمكن صنعها بحيث تسقط الحصى على جرس أو تنفخ الأبواق (من خلال دفع جرس للأسفل داخل المياه وتمرير الهواء المضغوط من خلال قصبة) عند أوقات مضبوطة مسبقا. | |
| عداد المسافات              | القرن الثالث ق م.              | هو جهاز استُخدم في نهاية العصر الهلنستي واستخدمه الرومان لتحديد المسافة التي تقطعها مركبة. اختُرع الجهاز في وقت ما في القرن الثالث قبل الميلاد، وينسبه بعض المؤرخين إلى أرشميدس والبعض الأخر إلى هيرو السكندري. ساعد على تشييد الطرق والسفر عليها من خلال القياس الدقيق للمسافات وتوضيحها بمعالم الطريق.                                                                                                 | |
| ناقل حركة بالسلاسل         | القرن الثالث ق م.              | وُصف لأول مرة بواسطة فيلو البيزنطي، وقام بتشغيل جهاز قوس ونشاب متكرر ‏ كان الأول من نوعه. | |
| مدفع                       | القرن الثالث ق م.              | اخترع ستيسيبيوس مدفع بدائي يعمل بالهواء المضغوط. | |
| مبدأ الفعل المزدوج         | القرن الثالث ق م.              | اكتُشف هذا المبدأ الميكانيكي العام وطُبق لأول مرة بواسطة المهندس ستيسيبيوس في مضخته المكبسية مزدوجة الفعل، والتي تم تطويرها لاحقا بواسطة هيرو إلى خرطوم الحريق. | |
| الرافعات                   | 260 ق م                        | وُصفت لأول مرة بواسطة عالم الرياضيات الإغريقي أرشميدس في 260 قبل الميلاد تقريبا، واستُخدمت أيضا في عصور ما قبل التاريخ. استُخدمت لأول مرة بشكل عملي لتكنولوجيات أكثر تطوراً في اليونان القديمة. | |
| طاحونة مائية               | 250 ق م.                       | كان الإغريق رواد استخدام الطاقة المائية. كان أول ذكر للطاحونة المائية في كتاب فيلو البيزنطي علم الخصائص الميكانيكية، وكان ينظر إليها في السابق أنها من أصل عربي لكن طبقا للبحوث التي أجريت مؤخراً، فأنها تعود لأصل إغريقي. | |
| سفينة ذات ثلاث صواري       | 240 ق م                        | استُخدمت أول مرة لسفينة سيراكوزيا بالإضافة لسفن تجارية أخرى من سيراكوز في عهد هيرون الثاني السرقوسي. | |
| ذات المحورين               | القرن الثالث ق م.              | وصف المخترع فيلو البيزنطي وعاء حبر ثماني الجوانب له فتحة في كل جانب، ويمكن أن يدور بحيث يكون أي وجه له للأعلى، فيمكن غمس القلم في الحبر دون أن ينسكب الحبر من الفتحة. تم ذلك عن طريق تعليق المحبرة في المركز على مجموعة من الحلقات المعدنية متحدة المركز، والتي تظل ثابتة مهما كان الاتجاه الذي يدور فيه الوعاء.                                                                                       | |
| أشرعه في المقدمة والمؤخرة ‏ | القرن الثاني قبل الميلاد       | ظهرت لأول مرة في القرن الثاني قبل الميلاد على مركب إغريقية صغيرة في بحر إيجة. | Here a spritsail used on a Roman merchant ship (3rd century AD).                                                                                             |
| مضخات الهواء والماء        | القرن الثاني ق م.              | طور ستيسيبيوس وإغريقيون آخرون من الأسكندرية في نفس الحقبة، مضخات هواء ومياه للاستخدام في العديد من الأغراض المختلفة مثل ألة الأرغن المائية الموسيقية ونافورة هيرون بحلول القرن الأول الميلادي. | |
| ترس ساقية                  | القرن الثاني قبل الميلاد       | ظهر لأول مرة في المملكة البطلمية، حيث وضحته الأدلة المصورة بأنه مطور بالكامل. | |
| أدوات المساحة              | القرن الثاني قبل الميلاد       | اكتُشفت العديد من السجلات الذاكرة لأدوات المساحة، وغالبها كان في المصادر الإسكندرانية، وساعدت بشدة في دقة القنوات المائية الرومانية. | |
| الحاسوب التناظري           | 150 قبل الميلاد                | في عام 1900-1901 عُثر على ميكانيزم أنتيكيثيرا في حطام سفينة أنتيكيثيرا. أُعتقد أن هذا الجهاز كان حاسوب تناظري، صُمم واستُخدم لحساب المواضع الفلكية واستُخدم للتنبأ بالكسوف الشمسي والخسوف القمري بناءاً على دورات المتواليات الحسابية البابلية. وبينما يعتبر ميكانيزم أنتيكيثيرا حاسوب تناظري، فإن الأسطرلاب (اختُرع أيضا بواسطة الإغريق) يعتبر أكثر تطوراً.                                                   | |
| خرطوم الحريق               | القرن الأول قبل الميلاد        | اخترع بواسطة هيرو على أساس مضخة ستيسيبيوس المزدوجة الفعل، وسمح بمكافحة الحريق بفعالية أكثر. | |
| ماكينة بيع                 | القرن الأول ق م                | وُصفت أول آلة بيع بواسطة هيرو السكندري .كانت آلته تقبل العملات المعدنية ثم تخرج كمية ثابتة من المياه المقدسة. عندما تودع العملة المعدنية في الماكينة، تسقط على مقلاة متصلة برافعة. تفتح الرافعة صمام يسمح بتدفق بعض المياه. تستمر المقلاة بالميل بسبب وزن العملة حتى تسقطها ثم تنجذب الرافعة بسبب وزن عكسي وتغلق الصمام.                                                                                | |
| دوارة الرياح               | 50 ق م                         | ظهرت على قمة برج الرياح في أجورا الرومانية في أثينا دوارة راياح على شكل ترايتون يمسك عمود من البرونز في يده الممدودة يدور مع الرياح، وزُخرف إفريزه بألهة الرياح الثمانية. احتوى البناء البالغ ارتفاعه 8 متر على ساعات شمسية وساعة مائية أيضا بداخله في 50 ق م تقريبا. | |
| برج الساعة                 | 50 ق م                         | انظر برج الساعة. | برج الرياح (أثينا) |
| الأبواب الألية             | القرن الأول الميلادي.          | صنع هيرو السكندري، المخترع من القرن الأول الميلادي في الأسكندرية في مصر، مخطوطات لأبواب إليه لكي تستخدم في المعبد بمساعدة طاقة البخار. | |

## مزيد من القراءة
- Kotsanas, Kosatas (2009) - "Familiar and Unfamiliar Aspects of Ancient Greek Technology" (ISBN 978-9963-9270-2-9)
- Kotsanas, Kosatas (2008) - "Ancient Greek Technology" (ISBN 978-960-93-0859-5)

## وصلات خارجية
- ماذا فعل الإغريق القدامى من أجلنا. وثائقي البي بي سي.

10.2307/630416